# Trimma milta
Trimma milta és una espècie de peix de la família dels gòbids i de l'ordre dels perciformes.

## Hàbitat
És un peix marí de clima tropical que viu entre 9-15 m de fondària.

## Distribució geogràfica
Es troba a la Polinèsia Francesa.